# ريان كالاهان
ريان كالاهان (بالإنجليزية: Ryan Callahan)‏ هو لاعب هوكي جليد أمريكي، ولد في 21 مارس 1985 في روتشستر في الولايات المتحدة.

## وصلات خارجية
- ريان كالاهان على موقع دوري الهوكي الوطني (الإنجليزية)
- ريان كالاهان على موقع قاعة مشاهير الهوكي (لاعب أن.إتش.أل) (الإنجليزية)
- ريان كالاهان على موقع EliteProspects.com (الإنجليزية)
- ريان كالاهان على موقع Eurohockey.com (الإنجليزية)
- ريان كالاهان على موقع HockeyDB.com (الإنجليزية)
- ريان كالاهان على موقع Hockey-Reference.com (الإنجليزية)
- ريان كالاهان على موقع أوليمبيديا (الإنجليزية)